# Karaiya
Karaiya (nep. करैया) – gaun wikas samiti w środkowej części Nepalu w strefie Narajani w dystrykcie Bara. Według nepalskiego spisu powszechnego z 2001 roku liczył on 743 gospodarstw domowych i 4494 mieszkańców (2195 kobiet i 2299 mężczyzn).